# Erodium sebaceum
Erodium sebaceum là một loài thực vật có hoa trong họ Mỏ hạc. Loài này được Delile mô tả khoa học đầu tiên năm 1839.